# تلوانية

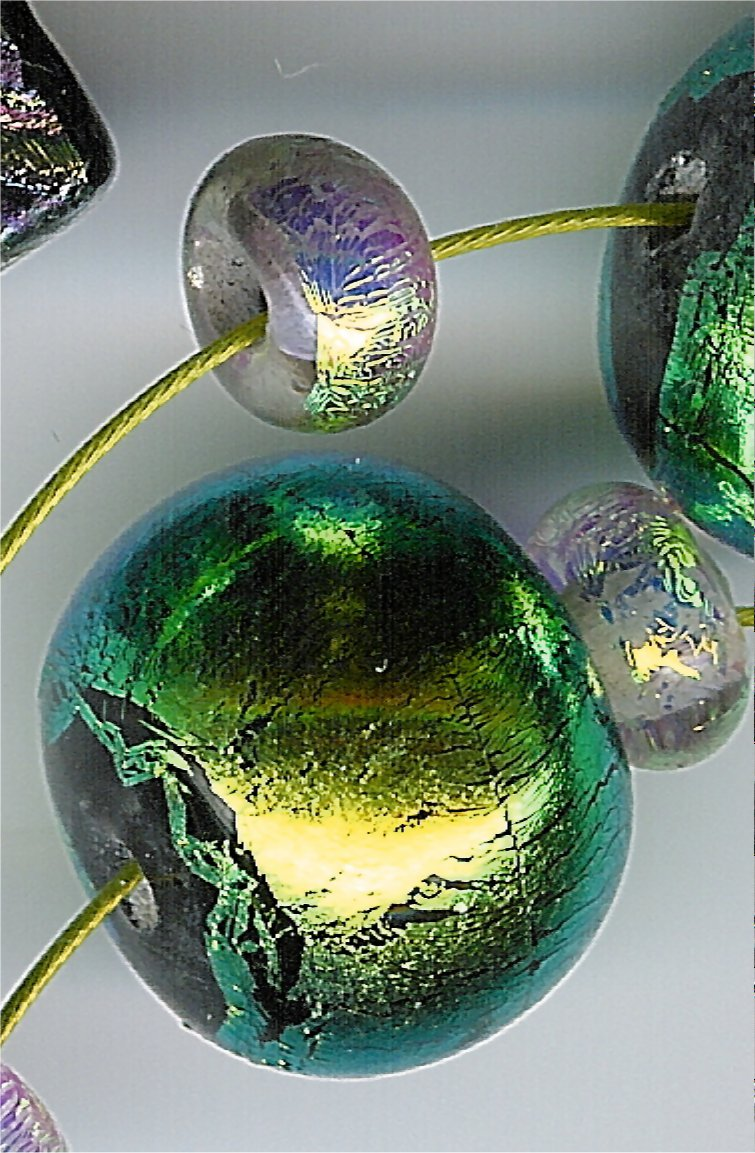
مصباح زجاج تلواني

التِّلوانية أو التَّلونية الثنائية في علم البصريات هي مادة تتسبب في تقسيم الضوء المرئي إلى حزم متميزة ذات أطوال موجية مختلفة (ألوان) (لا يجب الخلط بينها وبين التشتت)، أو هي مادة تمتص أشعة الضوء ذات الاستقطابات المختلفة بكميات مختلفة.